# 中煤能源集團
中國中煤能源集團公司，前稱中國煤炭工業進出口集團公司，是在1982年成立，是中華人民共和國的中央企業，是中國大陸第二大煤炭國有企業，僅次神華集團，也是世界第三大煤炭企業。集團主要從事煤炭生產及貿易、煤化工、煤層氣開發、坑口發電、煤礦建設、煤機製造及相關工程技術服務。

## 子公司
其子公司中煤能源股份在香港交易所及上海證券交易所上市。

## 产能
2013年，中煤能源集团煤炭产量1.92亿吨，主要来自山西省朔州市的中煤平朔集团有限公司（占1.2亿吨）。

## 外部連結
- 中國中煤能源集團公司（页面存档备份，存于）